# MyPOS
 (janvier 2022).
myPOS est une société européenne basée à Londres de services de paiement, offrant des terminaux de paiement mobiles et des paiements en ligne.

## Histoire
myPOS est conçue en 2012 à Dublin. Deux ans plus tard, en 2014, myPOS est officiellement présenté lors du Mobile World Congress à Barcelone.
En 2017, le siège social déménage à Londres, au Royaume-Uni. En septembre 2018, l'entreprise ouvre un magasin à Milan, en Italie. En avril 2021, elle possède des magasins dans toute l'Europe : à Amsterdam, Anvers, Londres, Milan, Paris, Sofia, Varna, Vienne et Reykjavik.